# 菲婭梅·內奧米·馬塔阿法
菲婭梅·內奧米·馬塔阿法（Fiame Naomi Mataʻafa；1957年4月29日—）是薩摩亞從政者，父親是薩摩亞獨立後首任總理。她於1985年起擔任萨摩亚立法大会議員，1991年至2006年擔任該國教育部長，2006年至2011年擔任婦女、社區和社會發展部長，2011年至2016年擔任司法部長，2016年至2020年擔任副總理兼自然資源和環境部長。她原屬人權保護黨直至2020年，2021年改投成立不久的「薩摩亞信仰統一」黨。
經過2021年薩摩亞大選後的一番爭議，她獲法庭認可為合法總理繼任人，但其前任拒辭職。菲亞梅於5月24日早上率領政黨成員及支持者到國會門前，準備參加就職宣誓儀式。司法部長、首席法官和警務處長也準備就緒，但通通被國會議長拒諸門外。她遂索性在國會外完成儀式，成為薩摩亞首位女性總理，但未知權力最終會落入誰手。2021年7月23日，上訴法院裁定她於5月24日的宣誓就任總理儀式合法。

## 早年
她11歲時往新西蘭求學。1975年她18歲時父親去世。